# Luciano Varela
Luciano Varela Castro (Pontevedra, Galicia, 9 de mayo de 1947) es un juez español, magistrado del Tribunal Supremo entre 2007 y 2019.

## Biografía
Luciano Varela Castro nació en Pontevedra en 1947. Estudió Derecho en la Universidad de Santiago de Compostela y accedió a la judicatura en 1975. En su dilatada trayectoria fue fundador de la asociación Jueces para la Democracia y profesor de Derecho en la Universidad de Santiago. Creó la revista Xurídica Galega y fue promotor del uso del idioma gallego en la justicia. Casado y padre de cuatro hijos, ha preparado, junto a otros jueces, a alumnos de judicatura –entre ellos, a dos de sus hijos.

## Carrera profesional
Luciano Varela Castro fue magistrado de la Audiencia Provincial de Pontevedra desde 1989. También fue el autor del borrador de la ley del Tribunal del Jurado popular, la cual, tras el procedimiento parlamentario procedente, sería publicada en el BOE con el nombre oficial de Ley Orgánica 5/1995, de 22 de mayo, del Tribunal del Jurado.

## Magistrado del Tribunal Supremo
En marzo de 2007 el Consejo General del Poder Judicial lo designó como magistrado de la Sala de lo Penal del Tribunal Supremo. Cesó en mayo de 2019 tras alcanzar la edad máxima establecida por ley.
Entre sus muchas actuaciones, en abril de 2009, en el caso del juez Francisco Javier de Urquía, entendió que no había delito de prevaricación y sí de cohecho, por lo que le condenó a 21 meses de suspensión del cargo y a una multa de 73.800 €, la mínima que contempla la ley.

### El auto contra Baltasar Garzón
En 2009 fue instructor en el caso Garzón, en el que el juez de la Audiencia Nacional se vio imputado por un presunto delito de prevaricación en la causa sobre los crímenes del franquismo, tras una querella del sindicato Manos Limpias, que le acusaba de haber dictado resoluciones injustas a sabiendas de que lo eran.
En un primer auto de fecha 3 de febrero de 2010, Varela consideraba que el juez Baltasar Garzón 

"...actuó con la finalidad de eludir la decisión del legislador sobre el régimen de localización y exhumación de víctimas de los horrendos crímenes del franquismo, erigidos en aparente objeto del procedimiento, sabiendo que éstos habían sido objeto de amnistía por las Cortes democráticas de España, cuya voluntad decidió conscientemente ignorar u orillar", y que tal hecho puede ser constitutivo de un delito de prevaricación.

En el mismo auto, el instructor entendía que debía ser la Sala en pleno la que estimase la transformación del procedimiento, imprescindible para sentar en el banquillo a Garzón. 
El 7 de abril de 2010, conforme a la ley de Enjuiciamiento Criminal española, el magistrado del Supremo decidió transformar en un procedimiento abreviado las diligencias abiertas al juez Baltasar Garzón por un presunto delito de prevaricación que habría cometido al iniciar, sin competencia legal, una causa por las desapariciones del franquismo. La decisión de Varela supuso pasar a la fase de preparación del juicio oral, lo que significaba que Garzón se sentaría en el banquillo siempre que alguna de las partes personadas presentara escrito de acusación contra él. El magistrado consideró que las resoluciones dictadas por el juez Baltasar Garzón durante la instrucción de una causa por las desapariciones del franquismo " son objetivamente contrarias a Derecho ". En concreto, se acusó al juez de la Audiencia Nacional de haber iniciado y prolongado esa instrucción atribuyendo a personas fallecidas delitos que habían prescrito, estaban amnistiados y que, además, no eran de su competencia, y teniendo conocimiento de que no lo eran. Finalmente, en el año 2012, la Sala Segunda del Tribunal Supremo absolvió a Baltasar Garzón por este delito.

## Distinciones honoríficas
Cruz de Honor de la Orden de San Raimundo de Peñafort